# 黑彭海姆
贝格施特拉瑟地区黑彭海姆（德語：Heppenheim (Bergstraße)），通称黑彭海姆（德語：Heppenheim，發音：[ˈhɛpn̩ˌhaɪm] ⓘ），是德国黑森州达姆施塔特行政区贝格施特拉瑟县的城市，也是贝格施特拉瑟县的县治，面积52.12平方千米，2023年12月31日人口为27,610人。该市是一級方程式賽車四屆世界冠軍的故乡和和自由民主党的创立地。

## 友好城市
黑彭海姆与以下城市结为友好城市：
- 義大利 卡尔达罗-苏拉斯特拉达-德尔维诺（1971年）
- 法國 勒谢奈（1975年）
- 美国 西本德（2004年）